# Gerrit Bronke
Gerrit Bronke (Zaandijk, 4 mei 1804 – Amsterdam, 31 december 1865) was een Nederlands opzichter en architect.
Van zijn opleiding is niets bekend. Desalniettemin begeleidde hij bouwwerken te Heusden, Baardwijkse Overlaat (Noord-Brabant) en de Lijmerschen Overlaat (Gelderland). Hij kwam ten slotte te werken bij de Provinciale Waterstaat Noord-Holland. 
Hij was er opzichter van lands/rijksgebouwen, werkend vanuit Amsterdam. Hij werd enigszins bekend vanwege het ontwerp voor de:
- Kerk van Holysloot
- Nieuwendammerkerk

Hij was in de jaren vijftig en zestig nog betrokken bij een verbouwingen van De Waag en het Paleis van Justitie, beide te Amsterdam.
Hij was zoon van Grietje Ouwejan en Harme Bronke. Hijzelf trouwde als sergeant majoor in 1833 in Werkendam met Neeltje Baas. 
In de wijk Elzenhagen-Noord is in 2018 een voetpad naar hem vernoemd (Gerrit Bronkepad) met name vanwege zijn werk in Amsterdam-Noord. Overigens woonde hij daar niet; hij woonde in de Amsterdamse binnenstad met adressen aan de Leidestraat en Kerkstraat.